# イレーネ・パレデス
イレーネ・パレデス・エルナンデス（バスク語: Irene Paredes Hernández、1991年7月4日 - ）は、スペイン・バスク州ギプスコア県レガスピ出身の女子サッカー選手。ポジションはディフェンダー（センターバック）。サッカースペイン女子代表。プリメーラ・ディビシオン・フェメニーナのFCバルセロナ所属。

## 経歴

### クラブ
1991年7月4日にバスク州ギプスコア県レガスピに生まれた。2007年に地元のCDサラウツからデビューし、2008年にギプスコア県最大のクラブであるレアル・ソシエダに移籍した。2011年にはバスク州最大のクラブであるアスレティック・ビルバオに移籍し、2015-16シーズンにはプリメーラ・ディビシオンで優勝した。
2016年にはフランス女子サッカーリーグのパリ・サンジェルマンに移籍した。2017-18シーズンにはクープ・ドゥ・フランスで優勝した。

### 代表
2011年11月、ルーマニア代表戦でスペイン代表デビューした。2013年6月にはイグナシオ・ケレーダ監督によってUEFA欧州女子選手権2013本大会のメンバーに選出され、準々決勝のノルウェー代表戦ではオウンゴールを献上した。2013年10月27日、2015 FIFA女子ワールドカップ予選のエストニア代表戦でスペイン代表初得点を決めた。2015年6月には2015 FIFA女子ワールドカップ本大会に出場した。
2017年にはUEFA欧州女子選手権2017本大会に出場した。パレデスはセンターバックでありながら、2019 FIFA女子ワールドカップ予選ではチーム2位の3得点を挙げている。2019年には2019 FIFA女子ワールドカップ本大会に出場した。2023 FIFA女子ワールドカップで初優勝。

## 成績

### 代表での得点
| #   | 日付           | 場所                         | 相手         | スコア | 試合結果 | 大会                            |
| --- | -------------- | ---------------------------- | ------------ | ------ | -------- | ------------------------------- |
| 1.  | 2013年10月27日 | コリャード・ビリャルバ       | エストニア   | 6–0    | 6–0      | 2015 FIFA女子ワールドカップ予選 |
| 2.  | 2016年9月20日  | レガネス                     | フィンランド | 2–0    | 5–0      | UEFA欧州女子選手権2017予選      |
| 3.  | 2016年9月20日  | レガネス                     | フィンランド | 3–0    | 5–0      | UEFA欧州女子選手権2017予選      |
| 4.  | 2017年10月23日 | ラマト・ガン                 | イスラエル   | 0–1    | 0–6      | 2019 FIFA女子ワールドカップ予選 |
| 5.  | 2017年10月23日 | ラマト・ガン                 | イスラエル   | 0–3    | 0–6      | 2019 FIFA女子ワールドカップ予選 |
| 6.  | 2017年11月28日 | パルマ・デ・マヨルカ         | オーストリア | 3–0    | 4–0      | 2019 FIFA女子ワールドカップ予選 |
| 7.  | 2018年3月5日   | ラルナカ                     | チェコ       | 1–0    | 2–0      | キプロスカップ                  |
| 8.  | 2018年4月6日   | ヘルシンキ                   | フィンランド | 0–1    | 0–2      | 2019 FIFA女子ワールドカップ予選 |
| 9.  | 2019年10月8日  | プラハ                       | チェコ       | 4–0    | 5–1      | UEFA欧州女子選手権2021予選      |
| 10. | 2022年7月8日   | ミルトン・キーンズ           | フィンランド | 1–1    | 4–1      | UEFA欧州女子選手権2022          |
| 11. | 2022年9月2日   | ラス・ロサス・デ・マドリード | ハンガリー   | 2–0    | 3–0      | 2023 FIFA女子ワールドカップ予選 |
| 12. | 2024年6月4日   | テネリフェ                   | デンマーク   | 2–2    | 3–2      | UEFA欧州女子選手権2025予選      |
| 13. | 2024年8月3日   | リヨン                       | コロンビア   | 2–2    | 2–2      | 2024年パリオリンピック          |

## タイトル

### クラブ
アスレティック・ビルバオ
- プリメーラ・ディビシオン: 1回 (2015–16)

 パリ・サンジェルマンFC
- ディヴィジオン・アン: 1回 (2020-21)
- クープ・ドゥ・フランス: 1回 (2017-18)

 バルセロナ
- UEFA女子チャンピオンズリーグ: 2回 (2022-23, 2023-24)
- プリメーラ・ディビシオン: 4回 (2021-22, 2022-23, 2023-24, 2024-25)
- コパ・デ・ラ・レイナ: 2回 (2021-22, 2023-24)
- スーペルコパ・デ・エスパーニャ・フェメニーナ（英語版）: 4回 (2021-22, 2022-23, 2023-24, 2024-25)

### 代表
- FIFA女子ワールドカップ: 1回 (2023)
- アルガルヴェ・カップ: 1回 (2017)

### 個人
- UEFA女子チャンピオンズリーグ
  - チーム・オブ・ザ・シーズン: 1回 (2022-23)[7]
  - スクワッド・オブ・ザ・シーズン: 1回 (2020–21)[8]

- アルガルヴェ・カップ最優秀選手賞: 1回 (2017)
- FIFProベストイレブン: 1回 (2017)